# Kostel Panny Marie Nazaretské (Paříž)
Kostel Panny Marie Nazaretské (fr. Église Notre-Dame-de-Nazareth) je katolický farní kostel v 15. obvodu v Paříži, v ulici Rue Lecourbe. Kostel využívá kongregace svatého Vincence z Pauly.

## Historie
Původně se na místě dnešního kostela nacházelo skladiště továrny Alsthom. Když byla v roce 1935 továrna uzavřena, pozemek byl částečně svěřen kongregaci sv. Vincence z Pauly, která se starala o mládež ve zdejší čtvrti. Protože se populace stále zvětšovala, v roce 1957 byla založena farnost.